# Manoir de Chefdeville
Le manoir de Chefdeville est un édifice situé à Pontivy en France.

## Localisation
Le manoir est situé sur le territoire de la commune de Pontivy, au lieu-dit Chefdeville, dans le département du Morbihan en région Bretagne.

## Description
Le manoir date de la seconde moitié du XVIIe siècle. Connu comme une seigneurie, mais sans informations sur les propriétaires. Le logis de la ferme portant la date de 1847. Édifice de plan régulier à un étage carré, toiture à longs pans ; pignon couvert.

## Historique
Le manoir est inscrit à l'inventaire général du patrimoine culturel.